# روبرتو بارادا
روبرتو بارادا (بالإسبانية: Roberto Parada)‏ هو ممثل تشيلي، ولد في 15 سبتمبر 1909 بكونثبثيون في تشيلي، وتوفي في 20 نوفمبر 1986 بموسكو في روسيا.

## وصلات خارجية
- روبرتو بارادا على موقع IMDb (الإنجليزية)
- روبرتو بارادا على موقع قاعدة بيانات الفيلم (الإنجليزية)